# Ilan Pappé
Pour les articles homonymes, voir Pappe.
Ilan Pappé (אילן פפה en hébreu), né le 7 novembre 1954 à Haïfa, est un professeur d'université et historien israélien. Il fait partie des « nouveaux historiens » qui ont réexaminé de façon critique l'histoire de l'État d'Israël et du sionisme.

## Biographie
Ilan Papé est fils de Juifs allemands ayant fui leur pays, après l'accès d'Hitler au pouvoir. Après ses études secondaires, il effectue à compter de fin 1972 ses trois années de service militaire en Israël. Lors de la guerre du Yom Kippour (du 6 au 24 octobre 1973), il est notamment actif dans une unité de l'armée, qui opère sur le plateau du Golan, en Syrie.
Après son service, il entreprend des études supérieures et il est titulaire d'un diplôme de niveau licence de l'Université hébraïque de Jérusalem obtenu en 1978. Il quitte ensuite Israël et effectue ses études doctorales en Angleterre à Oxford dont il est docteur en 1984. Après l'obtention de son doctorat, il retourne dans son pays et devient alors professeur au sein de l'université d'Haïfa jusqu'en 2007.
Au cours des années 2000, Ilan Pappé est le sujet de plusieurs polémiques, notamment à la suite de la tuerie faite par des membres de la Haganah à Tantura et à son appel au boycott des universités israéliennes, ce qui l'a conduit à entrer en conflit avec ses collègues de l'université de Haïfa et en particulier avec l'historien de droite Yoav Gelber. Benny Morris, également « nouvel historien », qui se déclare toutefois sioniste, et lui ont divergé sur leurs analyses des événements de 1948 et dans leur vision des responsabilités du conflit israélo-palestinien.
À la suite de controverses sur ses travaux sur le sionisme, sur la création de l'État juif et de ses positions politiques en Israël, et suite à un climat de menaces et répression en Israel, il s'exile en Grande-Bretagne en 2007. Il est aujourd'hui professeur d'histoire à l'université d'Exeter et directeur du Centre européen d'études sur la Palestine.

## Ilan Pappé et la guerre de 1948
Les causes de l'exode des 700 000-750 000 Palestiniens qui vivaient dans la partie de la Palestine qui devint Israël en 1948 ont fait l'objet d'une controverse entre historiens. Les historiens israéliens affirmaient que les Palestiniens arabes avaient principalement fui à la suite d'ordres des dirigeants arabes ; tandis que d'autres estimaient que l'exode aurait été planifié par les autorités israéliennes.
Citant l'accès aux archives israéliennes et britanniques, les « nouveaux historiens » israéliens ont remis en cause les thèses précédentes à partir des années 1990. Le premier d'entre eux, Benny Morris, est arrivé à la conclusion que l'exode fut avant tout le résultat de la guerre. Avant mai 1948, les Palestiniens fuyaient principalement les combats, notamment par crainte des atrocités, puis ils furent généralement expulsés au cours des opérations militaires israéliennes. Benny Morris explique cependant qu'il n'a pu montrer ou découvrir que cela ait été le résultat d'une politique délibérée. Ses recherches et conclusions remettent ainsi en cause les thèses précédentes.
La thèse d'Ilan Pappé est quant à elle plus proche de l'historiographie palestinienne. Il considère que l'exode palestinien est comparable à une épuration ethnique qui aurait été le résultat d'une politique planifiée par David Ben Gourion et un objectif désiré par le mouvement sioniste. De plus, toujours selon lui, cette politique aurait été appliquée dès décembre 1947 et non pas seulement lors des expulsions qui se produisirent après juillet 1948. Benny Morris a également fait référence à plusieurs reprises à ces événements en les qualifiant de nettoyage ethnique,,.

## Positions politiques
En 1996, Pappé s'est présenté comme candidat à la Knesset sur la liste du Hadash emmenée par le Parti communiste israélien.
Il est antisioniste, et membre en 2002 du Parti communiste israélien.
Il est membre du comité de parrainage du Tribunal Russell sur la Palestine dont les travaux ont commencé le 4 mars 2009.
Il est actif dans le mouvement BDS qui vise a boycotter par exemple les universitaires israéliens.

## Critiques

### Au sujet de la comparaison entre Shoah et Nakba
Ancien collègue d'Ilan Pappé, Yoav Gelber, historien d'extrême droite, est un de ses plus virulents critiques.
En ce qui concerne les liens qu'Ilan Pappé établit entre le « négationnisme de la Shoah » et le « négationnisme de la Nakba », Yoav Gelber voit en lui « le plus extrémiste de ceux qui établissent un lien entre le destin des Palestiniens et la Shoah. » Il justifie son point de vue notamment en affirmant qu'Ilan Pappé fait abstraction, selon lui, du conflit judéo-arabe précédant 1948, de l'opposition arabe au sionisme par la violence, des massacres perpétrés sur les Juifs non sionistes d'Hébron et de Safed en 1929, meme si Gelber ne considère pas que cela se produit au moment où la Palestine, qui était habitée  entre 80% et 90% par les palestiniens, passe sous occupation britannique, ce qui cause la révolte des palestiniens en 1929, pendant laquelle au total 133 juifs et 116 arabes sont tués. Ou encore du fait que, toujours selon Gelber, ce sont les Arabes palestiniens et la Ligue arabe qui ont déclenché la guerre de 1948. Il lui reproche également sa thèse sur le fait qu'« une épuration ethnique » aurait été planifiée par les Juifs (le plan est connu sous le code de "Plan D") et que l'affirmation selon laquelle tant les Palestiniens que les Juifs sont des victimes de la Shoah d'Europe est fondée sur une comparaison déséquilibrée entre les crimes nazis et les « quelques atrocités perpétrées par les deux côtés au cours de combats réciproques ». Il conclut en affirmant que « [ce] faisant, [Pappé] est très proche du négationnisme de la Shoah ». Des critiques souvent portée par les historiens sionistes à des historiens anti-sionistes.

### Citations controversées
Il est critiqué par Michael Cohen pour avoir affirmé en 2006, avoir un "parti pris" : 
« Mon parti pris est apparent malgré le désir de mes pairs que je m'en tienne aux faits et à la «vérité» lors de la reconstruction des réalités passées. Je considère une telle construction comme vaine et absurde ».
Il est critiqué, par des universitaires israéliens, pour avoir déclaré en 2007 : « Je soutiens la résistance du Hamas à l'occupation israélienne, bien que je sois opposé à leur idéologie politique », et pour avoir publié en 2008 un article sur le site pro-palestinien Electronic Intifada dans lequel il affirmait que l'État d'Israël commettait un génocide à Gaza et un nettoyage ethnique en Cisjordanie.

### Critiques par d'autres historiens du mouvement sioniste
Benny Morris, qui est au contraire dans le mouvement sioniste, décrit certains des écrits de Pappé comme une « fabrication complète » et déclare qu'il est « au mieux l'un des historiens les plus bâclés du monde ; au pire, l'un des plus malhonnêtes ». Morris lui reproche « son désir de noircir les sionistes et de blanchir les Palestiniens ».
Les historiens Efraïm Karsh,, Herbert London ainsi que les professeurs Daniel Gutwein (he) et Yossi Ben-Artzi (he) de l'Université de Haïfa rejettent ses travaux.
Yoav Gelber le décrit comme le « William Joyce israélien », après sa dispute avec ce dernier.
En 2003, Emmanuel Sivan (he), critique le point de vue adopté par Pappé concernant la visite du mufti Mohammed A. al-Husseini à Adolf Hitler en novembre 1941 et la faible attention accordée à Faisal Husseini.

### Tuerie de Tantura: travail de recherches de T. Katz
Ilan Pappé a publiquement soutenu le travail de recherches pour l'obtention de sa maîtrise en histoire, effectué par un étudiant cinquantenaire de l'université de Haïfa, Théodore ou Teddy Katz, qui affirme que la brigade Alexandroni, une unité de la Haganah, ancêtre de l'armée israélienne (créée à compter du 26 mai 1948 par ordonnance du gouvernement israélien), avait commis un massacre d'environ 200 civils dans le village palestinien de Tantura les 22 et 23 mai 1948. En décembre 2000, l'auteur de ce travail est poursuivi pour diffamation par des anciens membres de la brigade Alexandroni et il est condamné par la justice pour avoir dénaturé les témoignages et pour avoir modifié les déclarations des témoins. Il déclare ne plus considérer Tantura comme un massacre pratiqué par la brigade de l'armée de terre israélienne et il publie des excuses. Ilan Pappé continue de soutenir la thèse malgré la condamnation et démissionne de l’université de Haïfa en solidarité avec Katz. Un film publié récemment en Israël en 2022 confirme les accusations de l'étudiant en maîtrise T. Katz. En effet, les anciens membres de la brigade Alexandroni reconnaissent eux-mêmes qu'ils ont menti en 2000.

## Publications

### En anglais
- Britain and the Arab-Israeli Conflict, 1948–1951 (Londres, St. Antony's College Series, Macmillan Press; New York: St. Martin's Press, 1988).  (ISBN 0-312-01573-9)
- The Making of the Arab-Israeli Conflict, 1947–1951 (Londres et New York, I.B. Tauris, 1992; 1994).  (ISBN 1-85043-819-6)
- (avec J. Nevo), Jordan in the Middle East: The Making of a Pivotal State (Londres, Frank Cass, 1994).  (ISBN 0-7146-3454-9)
- (avecM. Maoz), History From Within: Politics and Ideas in Middle East (Londres et New York, Tauris, 1997).  (ISBN 1-86064-012-5)
- The Israel-Palestine Question (Londres et New York: Routledge, 1999; 2006).  (ISBN 0-415-16948-8)
- The Aristocracy: The Husaynis; A Political Biography (Jérusalem; Mossad Byalik, (hébreu), 2003).
- (avec Jamil Hilal), Parlare Con il Nemico, Narrazioni palestinesi e israeliane a confronto (Milan, Bollati Boringhieri, 2004).
- A History of Modern Palestine: One Land, Two Peoples (Cambridge University Press, 2004),  (ISBN 0-521-55632-5)
- The Modern Middle East (Londres et New York, Routledge, 2005).  (ISBN 0-415-21409-2)
- The Ethnic Cleansing of Palestine (Londres et New York, Oneworld, 2006).  (ISBN 1-85168-467-0)
- The Rise and Fall of a Palestinian Dynasty: The Husaynis, 1700–1948, Londres, Saqi Books. 2010.
- Out of the Frame: The Struggle for Academic Freedom in Israel, Londres, Pluto Press. 2010.
- (avec Noam Chomsky), Gaza in Crisis: Reflections on Israel's War Against the Palestinians (Hamish Hamilton, 2010).  (ISBN 978-0-241-14506-7)
- The Forgotten Palestinians: A History of the Palestinians in Israel, New Haven, CT: Yale University Press. 2011.
- The Boycott Will Work: An Israeli Perspective in Audrea Lim (ed.) The Case for Sanctions Against Israel. Londres et Brooklyn, NY: Verso. 2012.
- The Bureaucracy of Evil: The History of the Israeli Occupation, Oxford, Oneworld Publications. 2012.
- The Arab Jews: History of a Forgotten People, I.B. Tauris, 2012.
- The Idea of Israel: A History of Power and Knowledge, New Yorkf, Verso. 2014.
- (avec Noam Chomsky) On Palestine, Chicago, Haymarket Books, 2015.  (ISBN 978-1-60846-470-8)
- Ten Myths About Israel, New York: Verso, 2017  (ISBN 9781786630193)
- The Biggest Prison on Earth: A History of the Occupied Territories, London, Oneworld Publications, 2017  (ISBN 978-1-85168-587-5)
- Lobbying for Zionism on Both Sides of the Atlantic, London, Oneworld Publications, 2024  (ISBN 9780861544028).
- A Very Short History of the Israel-Palestine Conflict, London, Oneworld Publications, 2024  (ISBN 978-0861549719).
- Israel on the Brink: Eight Steps for a Better Future, London, Oneworld Publications, 2025 ( (ISBN 9781836430636)

### En français
- La guerre de 1948 en Palestine : Aux origines du conflit israélo-arabe, La Fabrique, 2000, 388 p. (ISBN 978-2-913372-04-7)
- Une terre pour deux peuples : Histoire de la Palestine moderne, Fayard, 2004, 357 p. (ISBN 978-2-213-61868-5)
- Les démons de la Nakbah : Les libertés fondamentales dans l'université israélienne, La Fabrique, 2004, 122 p. (ISBN 978-2-913372-36-8)
- Le nettoyage ethnique de la Palestine [« The Ethnic Cleansing of Palestine »] (trad. de l'anglais), Paris, Fayard, 2008, 394 p. (ISBN 978-2-213-63396-1)
- Palestine : L'État de siège (trad. de l'anglais), Paris, Galaade, 2013, 384 p. (ISBN 978-2-35176-176-2)
- La propagande d’Israël (trad. de l'anglais), Investig'Action, 2016, 435 p. (ISBN 978-2-930827-05-6)
- Un historien israélien contre la propagande coloniale (https://www.youtube.com/watch?v=q1I5qG5SIyc)
- Nettoyage ethnique en Palestine (trad. de l'anglais par Paul Chemla), La Fabrique éditions, 2024, 396 p. (ISBN 9782358722803)
- Les dix légendes structurantes d’Israël (trad. de l'anglais), Les Nuits rouges, 2022, 213 p. (ISBN 978-2-913112-71-1)
- Le lobby sioniste des deux côtés de l'Atlantique, Ethos, 2025, 750 p.  (ISBN 9788419006813)